# Radio Rebelde
Radio Rebelde è il sesto album in studio del gruppo folk Modena City Ramblers. Esso fonde ai tradizionali elementi folk della band, un sound che va dall'africano al sudamericano al napoletano classico.
Lo stesso cd è stato registrato a Napoli e nella canzone di apertura, Ramblers Dub, si possono sentire fronne tradizionali napoletane sopra la tipica musica folk suonata dal gruppo. Un altro cambiamento si può notare nell'elettronica che è presente in numerose canzoni, allontanando sempre di più il suono dei Ramblers da quel folk allegro, leggero e senza batteria del primo album, Riportando tutto a casa; la scaletta delle canzoni si succede senza soluzione di continuità inframmezzato da parole, tra gli altri si riconosce Gino Strada, come se si stesse ascoltando una radio e ogni tanto si cambiasse canale. Franco D'Aniello impara a suonare, per quest'album, la tromba, Cisco inizia invece a suonare la chitarra
Il nome dell'album si rifà alla radio allestita da Che Guevara nel 1958 sulla Sierra Maestra, a Cuba, col fine di diffondere gli obiettivi del Movimento del 26 luglio capeggiato da Fidel Castro.

## Le canzoni
Meno numeroso è in questo album il numero delle canzoni, tredici, tra le quali si distinguono due pezzi strumentali, Ramblers Dub e Pirata Satellitare, canzone descritta come "breve e malata, come i tempi in cui viviamo". Il primo singolo uscito da questo cd è la seconda canzone, Una perfecta excusa, poesia affidata al gruppo dal poeta Luis Sepúlveda. La poesia era in realtà più lunga, ma i Modena hanno messo in musica solo le parti che si approssimano maggiormente al loro stile. La carretera austral è dedicata a Salvador Allende e parla del colpo di Stato di Pinochet, che una volta al potere costrui la famosa strada cilena.
In realtà la canzone di maggior successo è stata un'altra, La legge giusta, carica di furiosa ironia, diventata simbolo di molte manifestazioni e del cd stesso. La legge giusta è scritta in riferimento ad i fatti accaduti durante il G8 a Genova puntando il dito contro l'informazione che distorce le notizie senza approfondire ulteriormente gli argomenti trattati, e contro un governo che decreta leggi senza dare considerazione ad opposizione, sindacati e intellettuali. Un'altra canzone di denuncia è Primo potere, dedicata proprio agli otto grandi e alla loro politica estera, tesa solo ad aumentare le casse dei propri stati, senza dare conto dei danni provocati agli altri.
Newroz è il capodanno curdo, il primo giorno di primavera, il 21 marzo, il testo è di Dino Frisullo.
L'album si chiude, dopo varie canzoni di protesta e di speranza, con un Triste, solitario y final dedicato all'incapacità di apprezzare le cose semplici che circondano l'uomo, esasperato da una società troppo frenetica e consumistica per permettergli di fermarsi ad ascoltare la pioggia quando cade, titolo ispirato all'omonimo libro di Osvaldo Soriano.

## Tracce
1. Ramblers dub – 2:49
2. Una perfecta excusa – 4:02
3. Carretera Austral – 4:02
4. La legge giusta – 3:55
5. Primo potere – 3:46
6. Maisha – 4:16
7. Veleno – 3:14
8. Pirata satellitare – 1:23
9. Ghetto – 4:45
10. Mamagranda – 3:36
11. Newroz – 4:03
12. Terra del fuoco – 4:19
13. Triste, solitario y final – 1:57

## Formazione
- Stefano "Cisco" Bellotti - voce, chitarra acustica ed elettrica
- Arcangelo "Kaba" Cavazzuti - tastiere, batteria, talking drum, tarabucca e altre percussioni, marimba, cori
- Franco D'Aniello - tin whistle, flauto traverso, american indian flute, kaval, tromba, cori
- Massimo Ghiacci - basso elettrico, acustico e sinth, e-bow, contrabbasso, chitarra elettrica, cori
- Massimo Giuntini - bouzouki, uilleann pipes, charango
- Francesco Moneti - chitarra elettrica, e-bow, violino acustico ed elettrico, mandolino, banjo, cori
- Roberto Zeno - batteria, djembe, tarabucca, timbales, talking drum e altre percussioni, tastiere, cori

### Altri musicisti
- Marcello Colasurdo (E Zezi e Nuova Compagnia di Canto Popolare)- fronne tradizionali in Ramblers dub e Pirata satellitare
- Luciano Gaetani - banjo in Pirata satellitare
- Ornella Mancini - voce in Carretera Austral e Veleno
- Marzouk Mejri - tabla tunisina, darabouka, nay, voce in Newroz
- Franco Sansalone - dobro in Mamagranda
- Soulfingers - cori in Maisha, campionatore
- Daniele Sepe - sax in La legge giusta e Newroz
- Gianfranco Campagnoli - tromba in La legge giusta e Newroz
- Roberto Schiano - trombone in La legge giusta e Newroz
- Alì Ghaderì - voce in Newroz e Primo potere